# Präsidentschaftswahl in Senegal 2007
Die Präsidentschaftswahl in Senegal 2007 fand am 25. Februar statt. Der Amtsinhaber Abdoulaye Wade hatte die absolute Mehrheit der abgegebenen gültigen Stimmen erzielt und war somit im ersten Wahlgang zum Präsidenten der Republik wiedergewählt worden.
Die Amtsperiode begann am 2. April 2007.

## Verfahren
Nach der Verfassung Senegals wird der Präsident der Republik in allgemeiner direkter Wahl und mit der absoluten Mehrheit der abgegebenen Stimmen gewählt. Die Amtszeit beträgt fünf Jahre. Ein Kandidat muss im Besitz aller bürgerlichen und politischen Rechte sein.

## Kandidaten
Als Kandidaten traten 15 Bewerber an, neben dem Amtsinhaber Abdoulaye Wade noch namhafte Politiker wie Madické Niang, Idrissa Seck, Ousmane Tanor Dieng, Moustapha Niasse und Robert Sagna.

## Ergebnis
| Kandidaten                      | Parteien                                              | Stimmen   | %    |
| ------------------------------- | ----------------------------------------------------- | --------- | ---- |
| Abdoulaye Wade                  | Sopi 2007 (PDS)                                       | 1.914.403 | 55,9 |
| Idrissa Seck                    | Liggey Sénégal (Rewmi)                                | 510.922   | 14,9 |
| Ousmane Tanor Dieng             | Parti Socialiste                                      | 464.287   | 13,6 |
| Moustapha Niasse                | Alliance des forces de progrès                        | 203.129   | 5,9  |
| Robert Sagna                    | Takku Defaraat Sénégal                                | 88.446    | 2,6  |
| Abdoulaye Bathily               | Jubbanti Sénégal (LD-MPT)                             | 75.797    | 2,2  |
| Landing Savané                  | And Jëf/PADS                                          | 70.780    | 2,1  |
| Talla Sylla                     | Alliance pour le Progrès et la Justice/Jëf-Jël        | 18.022    | 0,5  |
| Cheikh Bamba Dièye              | Front pour le socialisme et la démocratie/Benno Jubël | 17.233    | 0,5  |
| Mamadou Lamine Diallo           | Tekki Taaru Sénégal                                   | 16.570    | 0,5  |
| Mame Adama Guèye                | Unabhängig                                            | 13.700    | 0,4  |
| Doudou Ndoye                    | Union pour la République                              | 9.918     | 0,3  |
| Alioune Mbaye                   | Unabhängig                                            | 9.016     | 0,3  |
| Louis Jacques Senghor           | Mouvement libéral pour le peuple sénégalais           | 8.212     | 0,2  |
| Modou Dia                       | Unabhängig                                            | 4.491     | 0,1  |
| Gesamt                          | Gesamt                                                | 3.424.926 | 100  |
|                                 |                                                       |           |      |
| Ungültige Stimmen               | Ungültige Stimmen                                     | 47.786    | 1,4  |
| Wähler                          | Wähler                                                | 3.472.712 | 70,6 |
| Wahlberechtigte                 | Wahlberechtigte                                       | 4.917.157 |      |
|                                 |                                                       |           |      |
| Quelle: Conseil constitutionnel |                                                       |           |      |